# Nøtterøy
Nøtterøy é uma comuna da Noruega, com 59 km² de área e 20 05 habitantes (censo de 2004).